# Кътина
Къ̀тина е село в Западна България, област София, Столична община, район „Нови Искър“. По данни на НСИ има население от 1217 души през 2018 г.

## География
Село Кътина се намира в полите на Стара планина, на 21 км северно от центъра на София.

## История

### Античност
На около 1500 метра от селото в северозападна посока се намира местността „Градището“. Местността е осеяна с остатъци от дялани камъни, оранжеви тънки тухли, правоъгълни основи, широки стени, издигащи се на около 30 – 40 см. над земята, голям брой парчета от глинени съдове.
По непотвърдени данни селището вероятно е възникнало около II – III век след Христа като късно римски форт, укрепен крайпътен възел на второстепенна пътна артерия водеща от западната част на балканския полуостров към Сердика.
Местоположението му е над стар път все още използван за връзка между няколко села в района, но до не много далечното минало използван и като основен път от много голяма част от населението на села в обширен полупланински район. Пътя се движи по протежението на Кътинската река, а „Градището“ е разположено на стратегическа височина с видимост от около 2 км от двете страни на пътя, непристъпна от три страни и единствено достъпна по тясно било от север. По непотвърдени данни мястото в службата му на крайпътен форт е служело в периода от II-V век.

### Средновековие
Най-старите сигурни и потвърдени исторически сведения за село Кътина датират от средата на 15 в. (1440 г.), когато Османската власт изготвя данъчни регистри на града Средец и селата около него, включени в Средечки Комитат на унищожената вече Българска държава (Средец е превзет през 1386 г. чрез коварно убийство на българския му управител бан Янука). В тези регистри повечето от селата в района фигурират с днешните си или близки до днешните си имена. Изключение не прави и Кътина. Фигурирането в тези регистри е неоспоримо доказателство, че селото е съществувало и в периода на разцвета на Второто Българско Царство като част от феодално обособения Комитат на Средец. Вероятно селото е представлявало част от редица подобни по-големи и по-малки села, които са осъществявали и осигурявали на практика известната самостоятелност на средечкия комитат от централната власт в българската столица. Имайки предвид османските сведения наред с етнографските, географските, и данните за поминъка в селото и района около него, по всяка вероятност основното занимание на населението през вековете е било отглеждането предимно на овце, както и друг вид добитък като биволи, коне, необходими за осигуряване стопанисването на голям брой овце. Традициите на населението, забележими все още и днес, както и специфичното местоположение на селото и характерните имена на местности, говорят неоспоримо в подкрепа на това. От средата на 16 в. има сведения за промени в района, свързани с османската експанзионистична и асимилаторска политика в райони с компактно християнско население, които са способни да оказват съпротива на османската власт.

### Възраждане
В средата на 16 в. в Средец настъпват брожения на населението свързани с прекомерното данъчно облагане на населението (в двете му основни икономически прослойки – занаятчии от града и земеделци от околните села), наложено от факта че Османската военна машина изпитва особени трудности в основните посоки на своята експанзия – настъплението по суша е спряно при Виена с разгром на Османските войски от обединени европейски сили, а Османският флот е на практика унищожен в битката при Лепанто. Възстановяването на загубите изисква средства. Най-бързият и ефективен начин за набирането им при липса на нови завоевания е увеличаване на данъчната тежест в земите с по-развита икономика, каквито тогава са Балканите и особено тези около Средец. Увеличаването на данъците води до открито недоволство срещу властта, което на свой ред предизвиква ответна реакция у османците да унищожат тази съпротива чрез асимилация (посредством помюсюлманчване) на населението и привличането му в лоното на ислямската идея за господство над християните. Градът Средец е окупиран от османски военни подразделения и е направен опит за бърза разправа – в тези времена се появяват и едни от най-тачените български светци като св. Георги Нови Софийски и др. За са избегне разправата с османците, големи части от населението на града и по-близките села се насочва към по-отдалечени и скрити такива, които имат късмета да избегнат пряката намеса на османската армия. Тогава населението на село Кътина вероятно чувствително нараства, а и едно от най-правдивите обяснения на етимологията на името на селото произхожда от тези времена – „кътина“ от „скътано“, „скрито“. Това обяснение на името на селото се подкрепя и от географското му положение – в котловина, сгушено незабележимо между снижение в софийското поле и първите скатове на Стара планина така, че с поглед не може да бъде видяно от никой от околните пътища. Увеличението на населението е от голямо значение за развитието на селото, но хората продължават да живеят в характерната за този район бедност въпреки култивирането и използването за земеделски цели на сравнително обширно землище.
Липсата (или поне непровеждането на щателна и задълбочена работа на учени и краеведи) на изследвания води до неяснота относно историята на селото в един изключително продължителен период. Данните които все пак са известни се набавят от местните предания на възрастни хора или от оскъдни писмени паметници. Такива паметници представляват оброчните родови каменни кръстове, разположени според народната традиция в краищата на селото. Надписите личащи по тези кръстове са изписани с букви характерни за българската писмена реч от 17 и 18 век. Предназначението им е свързано с отбелязването на прояви на т. нар. „родова памет“ – определени стари кътински родове на определени дни от годината правят своеобразен помен пред тези кръстове в знак на почит към предците си. Друг писмен паметник е ктиторският надпис в построената през 1841 година църква, сочещ имената на братята Дренъо и Вълчо като дарители на средствата за построяването ѝ. Самото и издигане вероятно е направено върху останките на по-малък стар православен храм, чийто останки личат и днес около камбанарията на църквата. Двамата братя Дренъо и Вълчо са смятани за родоначалници на двата най-големи рода в Кътина днес, живеещи в някогашните имоти на братята и носещи наименованията „Дреньовци“ и „Вълци“. Били са запазени и останките на живописната „Дреньова воденица“, явяваща се представител на своеобразната модернизация и индустриализация на селото през втората половина на 19 век. Липсват обаче данни за участие на селото или хора от него в борбите за национално освобождение.
Селото дава своя принос в Балканската, Междусъюзническата и Първата Световна Война. Мъже от селото вземат участие във войните и в най-кръвопроливните им битки от октомври 1912 година до 1918. Селото дава жертви, имената на които са увековечени върху паметник, издигнат в двора на някогашното селско училище. Мъже от селото участват и във военните действия в заключителния етап на Втората световна война (Отечествената война).

## Забележителности
- В землището на с. Кътина се намират Кътинските пирамиди, известни с народното име „Сватовете“.

## Редовни събития
На 14 февруари се празнува деня на св. Трифон Зарезан.
Възнесение Господне е празник на селото.

## Транспорт
Селото се обслужва от автобусна линия № 27.

## Личности
Родени в Кътина
- Божил Бранков, революционер от ВМОРО
- Георги Цанков (1913 – 1990), министър на вътрешните работи през 1951 – 1962.
- Радой Киров, детски писател и поет, (1916 – 1989)

## Галерия
- Паметник на Венко Марин – антифашист, участник във Втората световна война
- Кътинската църква „Възнесение Господне“